# 올콘
올콘( www.all-con.co.kr )은 국내 유일, 언론사(한국경제신문)가 운영하는 공모전·대외활동 포털 사이트다.
한국경제신문에서 주최하는 공모전·대외활동 정보 외 국내·외 다양한 기업/기관들이 주최하는 공모전·대외활동 정보를 모두 확인할 수 있다.

## 서비스
- 공모전·대외활동 정보제공
- 공모전·대외활동 홍보 및 운영대행
- 기타 유사 사업영역(세미나, 포럼, 페스티벌, 교육프로그램 등)홍보 및 운영대행

## 관련 사이트
- 한국경제신문(한경닷컴) : www.hankyung.com
- 올마이스 : www.all-mice.co.kr 보관됨 2023-02-03 - 웨이백 머신

## 기타
- 사이트 명의 유래 : 모든 콘테스트(All contests)정보를 제공한다는 뜻을 담아 All contests의 줄임말인 '올콘'으로 정했다고 한다.
- 공모전·대외활동 외 마이스 정보를 제공하는 '올마이스' 사이트를 함께 운영하고 있다.